# محمد دجيتي
محمد دجيتي كامارا (بالفرنسية: Mohamed Djetei) (مواليد 18 أغسطس 1994) هو لاعب كرة قدم كاميروني يلعب لصالح نادي خيمناستيك طركونة والكاميرون.

## روابط خارجية
- Evol'in Sport profile نسخة محفوظة 21 أكتوبر 2016 على موقع واي باك مشين. (بالفرنسية)
- محمد دجيتي على موقع قاعدة بيانات كرة القدم.إي يو (الإنجليزية)
- محمد دجيتي على موقع ناشيونال فوتبول تيمز (الإنجليزية)
- محمد دجيتي على موقع Soccerway.com (الإنجليزية)
- محمد دجيتي على موقع AS.com (الإسبانية)